# 고고학적 시대분류 목록
고고학에서 분류하는 시대의 이름은 지역마다 큰 편차를 보인다. 아래의 목록은 대륙과 지역에 따른 주요 분류 목록이다. 시대 분류는 상당한 편차가 나며, 아래의 것도 넓은 지역으로 인해 광범위한 추정이 있을 수 있다.
세 시대 체계는 많은 지역에서 사용되며, 도구 제작과 이용에 따라 선사 시대를 석기 시대, 청동기 시대, 철기 시대로 구분한다. 이러한 시대의 분류가 도구의 개발 기술에 의해 구분되기 때문에, 세계 각 지역마다 시차가 생길 수밖에 없다. 많은 지역에서 석기 시대라는 용어는 더 이상 사용되지 않으며, 보다 세부적인 지질학적 시대로 구분을 대체한다. 어떤 지역에서는 중간의 동기 시대가 석기 시대와 청동기 시대 사이에 필요로 하기도 한다. 금속 도구가 퍼지지 못한 문화를 가진 지역에서는 《석기 단계》, 《고대 단계》, 《형성 단계》처럼 다른 분류를 사용하기도 한다.
역사 시대란 문자 발명 이후의 인간 발전 단계를 말한다. 역사적인 기록이 생기고, 정치적인 영향력이 지배 국가에 제공된다. 그리하여 통치하는 지배 제국과 역사에 따라 헬레니즘, 로마 시대, 바이킹 시대과 같은 이름이 붙기도 한다. 이러한 시대 정의는 필연적으로 특정 지역의 제국과 문화를 언급할 수밖에 없다.
산업화 시대와 현대 시대는 일반적으로 1800년대 이후를 가리킨다. 이때부터 서구 유럽이 산업 혁명으로 전 세계적인 무역이 시작되어, 제국 건설에 나선다.

## 고고학적 시대분류
고고학적 시대 - 대륙과 지역에 따른 분류
| 대륙           | 지역                 | 시대구분                    | 주요시대 |
| -------------- | -------------------- | --------------------------- | --- |
| 아프리카       | 북아프리카           | 북아프리카의 고고학적 시대  | 구석기 아석기 신석기 약 7500 BC 철기 로마 시대 |
| 아프리카       | 아프리카 사하라 주변 | 아프리카 사하라 주변 목록   | 전기 석기 시대 중기 석기 시대 후기 석기 시대 신석기 시대 약 4000 BC 청동기 시대 (3500 BC - 600 BC) 철기 시대 (550 BCE - 700 AD) 고전 중세 시대 (기원후 약 700 - 1700 AD) |
| 아시아         | 근동                 | 레반트의 고고학적 시대 목록 | 석기 시대 (2,000,000 BC - 3300 BC) 청동기 시대 (3300 BC - 1200 BC) 철기 시대 (1200 BC - 586 BC) 역사 시대 (586 BC - 현재) |
| 아시아         | 남아시아             | 남아시아 시대               | |
| 아시아         | 동아시아             | 동아시아의 시대             | 신석기 시대 기원전 7500년 경 펑터우산 문화 |
| 아시아         | 북아시아             | 북아시아의 시대             | |
| 아시아         | 한반도               | 한국의 시대                 | 구석기 시대 약 40,000/30,000 - 약 8,000 BC 빗살무늬토기 시대 약 8,000 BC - 1500 BC 민무늬토기 시대 약 1500 BC - 300 BC 원삼국 시대 약 300 BC - 기원후 300/400 삼국 시대 기원후 약 300/400 - 기원후 668 |
| 아시아         | 일본                 | 일본의 시대                 | 구석기 시대 약 100,000 - 약 10,000 BC 조몬 시대 약 10,000 BC - 300 BC 야요이 시대 기원전 300년- 250년 야마토 시대 250년 - 710년 |
| 미국           | 북아메리카           | 북아메리카의 시대           | 석기/고대-인디언 (기원전 8000년 이전) 고대 (기원전 8000년 - 기원전 1000년) 형성 (기원전 1000년 - 500년) 고전 (약 500년 - 1200년) 후기 고전 (1200년 - 1900년) |
| 미국           | 중앙아메리카         | 중앙아메리카                | 석기/고대-인디언 (기원전 8000년 이전) 고대 (약 8000 - 기원전 1000년) 형성 (기원전 1000년 - 250년) 고전 (250년 - 900년) 후기 고전 (900년 - 1515년) |
| 미국           | 남아메리카           | 남아메리카의 시대 (페루)    | 석기/고대-인디언 (기원전 8200년 이전) 고대 (기원전 8200년 - 기원전 1000년) 형성 (기원전 1000년 - 500년) 고전 (500년 - 1200년) 후기 고전 (약 1200년 - 1900년) |
| 오스트레일리아 | 오스트레일리아       | 오스트레일리아의 시대       | |
| 오스트레일리아 | 뉴질랜드             | 뉴질랜드의 시대             | 고대 시대 (기원후 1000 - 1350/1650) 고전 시대 (1350년-1800년) 또는 (1650년-1800년 동쪽의 사우스 아일랜드) |
| 오스트레일리아 | 오세아니아           | 오세아니아                  | |
| 유럽           | 북유럽               | 북유럽                      | 중석기 시대 신석기 시대 청동기 시대 철기 시대 로마 철기 시대 (1년경 - 400년) 게르만 철기 시대 (400년경 - 800년) 바이킹 시대 (800년경 - 1066년) 중세 시대 (1066년 - 1500년경) 후기 중세 시대 (1500년경 - 1800년경) 산업적/현대                                                                                                 |
| 유럽           | 서유럽               | 서유럽                      | 구석기 시대 (기원전 8800년경 이전) 중석기 시대 (기원전 8800년 - 기원전 4900년경) 신석기 시대 (기원전 4900년경 - 기원전 2000년경) 청동기 시대 (약 2000 - 800 BC) 철기 시대 (기원전 800년 - 0년) 로마 (0년 - 400년) 전기 중세 시대 (400년경 - 800년경) 중세 시대 (800 - 약 1500) 후기 중세 시대 (약 1500 - 약 1800) 산업적/현대 |
| 유럽           | 남동유럽             | 남동유럽                    | 구석기 시대 중석기 시대 신석기 시대 동기 시대 청동기 시대 철기 시대 헬레니즘 로마 비잔틴 시대 오스만 제국 |

## 같이 보기
- 시대 분류 목록